# Clauzetto
Clauzetto (Clausêt en frioulan) est une commune italienne d'environ 500 habitants, située dans la Val Cosa des Préalpes Carniques, dans la province de Pordenone, dans la région autonome du Frioul-Vénétie Julienne, au Nord-Est de l'Italie. Elle est appelée le « Balcon du Frioul ».

## Économie
Le site touristique des grottes et du musée de Pradis est assez visité l'été.
Pour les locations saisonnières de maisons typiques, il y existe un Albergo Diffuso « Balcone sul Friuli ».

## Administration
| Période                                  | Période  | Identité          | Étiquette            | Qualité |
| ---------------------------------------- | -------- | ----------------- | -------------------- | ------- |
| 29/05/2007                               | En cours | Giuliano Cescutti | Clauzetto che cambia |         |
| Les données manquantes sont à compléter. |          |                   |                      |         |

### Hameaux
Basei, Battei, Blancs, Bullian, Celante di Clauzetto, Chiavade, Cocchius, Col Centens, Col Cesar, Cornial, Crepes, Cruesc, Cuel Moni, Cuesta, Denel, Dominisia, Dote, Durines, Fornèz, Francescuz, Fraspedane, Fratta, Fumatins, Gèrchia, Grillos, Guerres, Locandins, Mezzol, Mineres, Mions, Molat, Mulinàrs, Murs, Noràz, Omenars, Ominutz, Orton, Pala Major, Pedoi, Pernins, Pezzettes, Piani, Planelles, Pradat, Queste, Queste Fusian, Rasces, Ràunia, Ribons, Rosc, Ropa, Sompforchial, Sompvilla, Sot Ceet, Stifinins, Tascàns, Trentin, Trielieres, Triviat, Tunulins, Vaganins, Zattes, Zincos, Zocchius, Zuànes, Zuaniers.

### Communes limitrophes
Castelnovo del Friuli, Pinzano al Tagliamento, Tramonti di Sotto, Vito d'Asio.

## Personnalités liées à la commune
- Ettore Toneatti (1910-1941), résistant franco-italien, Compagnon de la Libération.